# Smilax campestris
Smilax campestris är en enhjärtbladig växtart som beskrevs av August Heinrich Rudolf Grisebach. Smilax campestris ingår i släktet Smilax och familjen Smilacaceae. Inga underarter finns listade.

## Bildgalleri

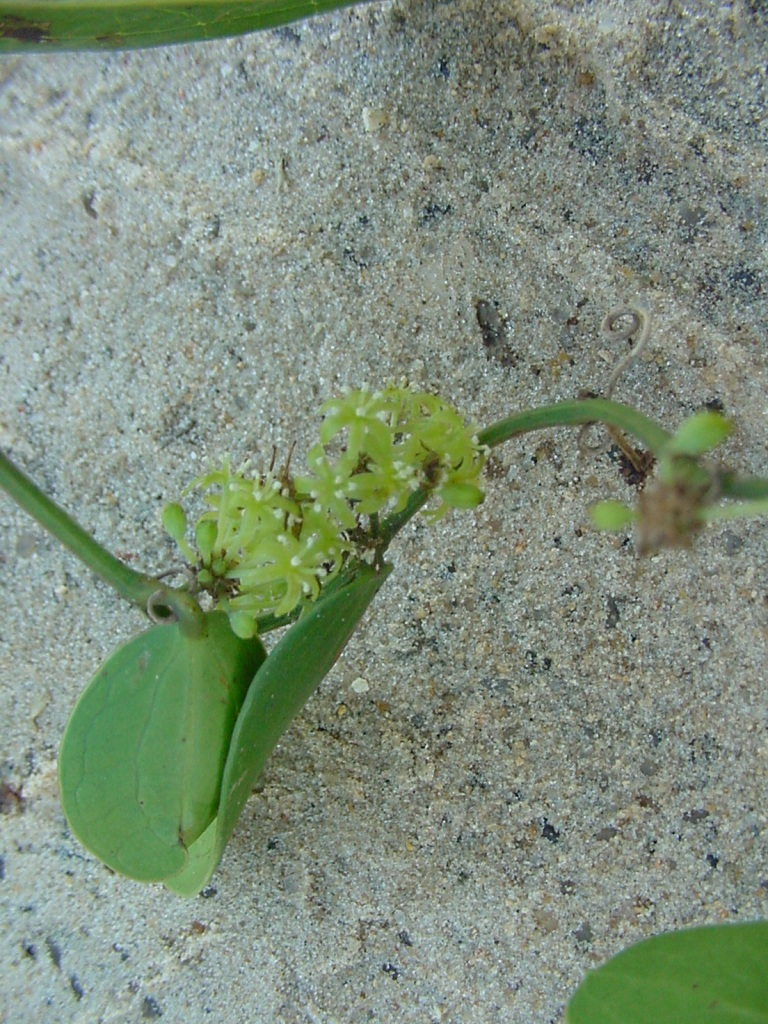
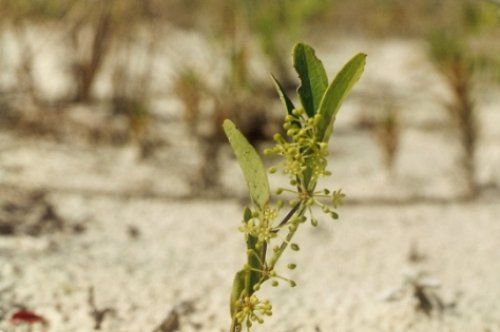